# 白川由美
白川 由美（しらかわ ゆみ、1936年〈昭和11年〉10月21日 - 2016年〈平成28年〉6月14日）は、日本の女優。東京都品川区出身。セブンス・アヴェニュー最終所属。
頌栄女子学院中学校・高等学校卒業。夫は俳優の二谷英明、長女は元女優でトライグループ代表取締役社長の二谷友里恵。

## 来歴・人物
頌栄女子学院高等学校の卒業間際に森永製菓のキャンペーンガール「森永スイート・ガール」に応募して採用される。1956年、スカウトにより東宝に入社。清楚で整った顔立ちから「日本のグレース・ケリー」のキャッチフレーズで、同年の三船敏郎主演の映画『ならず者』で映画デビュー。
『サザエさん』シリーズ、『サラリーマン出世太閤記』シリーズや、1956年『空の大怪獣 ラドン』のヒロインをはじめとする特撮ものなど幅広い作品に出演。清楚な魅力で人気を集め、家庭的な女性役がハマり役となった。また、都会的な令嬢役も得意とした。
1961年には小津安二郎監督が東宝で撮った映画『小早川家の秋』にも出演している。一方で、1957年には『大番』で初舞台を踏んだ。
1964年、ラジオのディスクジョッキーを務めた際に日活のスターだった二谷英明と意気投合し、結婚。映画会社の垣根を越えての結婚は話題を呼んだ。同年に長女・友里恵を出産。
家庭を持ったのを機に活動の場をテレビドラマへ移行し、1965年の日本テレビ系『奥様はトップレディ』でテレビドラマ初出演。1980年代前半から『家族ゲーム』を筆頭に母親役を演じ、若年層からも広く支持されて「母親にしたい女性タレント」の上位ランクインの常連となった。
長渕剛とは1983年の『家族ゲーム』などでの共演により深い親交があり、1985年には長渕が作曲のシングル「おあいそして」で歌手デビューも果たしている。また、1988年から1989年にかけて放送された『純ちゃんの応援歌』で親子役として共演した笑福亭鶴瓶とも親しく、2009年3月30日・4月6日に放送された『鶴瓶の家族に乾杯』では、21年ぶりに鶴瓶と共にドラマのロケ地であった和歌山県の日高川町を訪れている。同事務所に所属した松嶋菜々子とは互いに「親友」と呼び合う間柄で、共演作品も多かった。
2004年、就寝中にベッドから転倒して軽傷を負った際には、高齢であったこともあり関係者から復帰が危惧されたが、短期間で無事に復帰した。
夫の二谷とは仲むつまじい夫婦生活から「おしどり夫婦」として知られ、1988年から1993年にかけてJR「フルムーン夫婦グリーンパス」のCMに2人で出演した。2012年に夫・英明が死去した後は仕事量を徐々に抑えて、主だった作品では2014年のフジテレビ系『ブラック・プレジデント』が最後の出演となった。
東京都目黒区の自宅から東京都港区の友里恵宅に転居し生活していたが、2016年6月14日に浴室内で倒れて心肺停止の状態で病院に搬送され、心不全のため急逝した。79歳没。亡くなるわずか2時間前には知人と電話で「軽井沢に行こう」と話していた。
葬儀は友里恵が喪主を務め、同年6月18日に東京都渋谷区にある祥雲寺にて営まれた。葬儀には通夜に秋元康、伊藤歩、井上真央、音無美紀子、菅野美穂、見城徹、志穂美悦子、津川雅彦、藤澤恵麻、松嶋菜々子、村井国夫、薬丸裕英が、告別式に王貞治、司葉子、石田純一、長渕剛、東尾修、山本浩二らが参列した。

## エピソード
- 1941年に井上ひさしは山形県東置賜郡小松国民学校に入学するが、4年生の時に山崎安基子という子が本家にあたる呉服屋に縁故疎開する。隣家がひさしの家で「隣との境に立つ赤松に登りっきりで、彼女を眺めおろしながら暮した」（ひさし「自筆年譜」『ナイン』所収）。
- 1958年1月13日、第2回日本映画見本市に出席するため、城戸四郎（松竹社長）、同じ女優の長谷川裕見子（船越英一郎の母）、宇治みさ子らと共にアメリカ合衆国のニューヨークへ出発。同2月9日、日本に帰国。当時はまだ海外渡航自由化の前で、貴重なニューヨーク訪問となった。
- 1961年、10月27日から11月2日までインドのニューデリーで開催されたインド国際映画祭に出席するため、インドを訪れている。この時もまだ海外渡航自由化の前で、貴重なインド訪問となった。
- 1963年にはヴェネツィア国際映画祭に出席するためヴェネツィアを訪れている。この時もまだ海外渡航自由化の前で、貴重なイタリア訪問となった。
- 1975年 TBS『3時にあいましょう』出演時に夫・二谷英明と馴れ初めの話をしていた時に、白川はユーモアがあって面白いトークを展開した。日活の俳優が白川を紹介して欲しい、という話で本人は「日活だからファンファン岡田真澄さんかな？ ファンファンだったら良いなと思ってたんですけど、白髪頭のおじさんが1人座ってたんで誰だろうと思ったのが初対面なんです。」
- 『密告者は誰か』で共演した夏木陽介は、当時新人でNGを繰り返していたが、姉役であった白川から「作家の原稿用紙みたいなものだ」とやり直せば大丈夫だと励まされたという[16]。ロケ先で白川が誤って男湯に入ってしまい、後から入った夏木と遭遇してしまったこともあるが、白川は間違いに気づいていなかったが叫んだりもせず、夏木も白川は同業者という意識であったため男女を意識することはなかったと述べている[16]。

## 主な出演

### 映画
- ならず者（1956年） - ユキ 役
- 与太者と若旦那（1956年） - 三浦百合子 役
- ある女の場合（1956年） - 吉岡和子 役
- 婚約指輪（1956年） - 松宮節子 役
- サザエさんシリーズ
  - サザエさん（1956年） - およしちゃん 役
  - サザエさんの結婚（1959年） - フグ田タイ子 役
  - サザエさんの新婚家庭（1959年） - フグ田タイ子 役
  - サザエさんの赤ちゃん誕生（1960年） - 辰野タイ子（フグ田タイ子） 役
  - サザエさんとエプロンおばさん（1960年） - 辰野タイ子（フグ田タイ子） 役[注釈 4]
  - 福の神 サザエさん一家（1961年） - 辰野タイ子（フグ田タイ子） 役
- 空の大怪獣 ラドン（1956年） - キヨ 役[出典 5]
- 忘却の花びら（1957年） - 三枝真紀 役
- この二人に幸あれ（1957年） - 清水雅子 役
- サラリーマン出世太閤記シリーズ - 西川千枝子 役
  - サラリーマン出世太閤記（1957年）
  - 続サラリーマン出世太閤記（1957年）
  - 続々サラリーマン出世太閤記（1958年）
- 恐怖の弾痕（1957年） - 康子
- 忘却の花びら 完結篇（1957年） - 三枝真紀 役
- 地球防衛軍（1957年） - 白石江津子 役[2][6]
- 愛情の都（1958年） - 原口照子 役
- ジャズ娘に栄光あれ（1958年） - 千葉栄子 役
- 大当り狸御殿（1958年） - もん白のお蝶 役
- 東京の休日（1958年） - ユキ子 役
- 弥次喜多道中記（1958年） - 若い妻
- 変身人間シリーズ
  - 美女と液体人間（1958年） - 新井千加子 役[2][3]
  - 電送人間（1960年） - 中条明子 役[2]
- 女探偵物語女性SOS（1958年） - 小川信江 役
- 青春白書 大人には分らない（1958年） - 青山真理子 役
- 密告者は誰か（1958年） - 峰子 役
- 暗黒街の顔役（1959年） - 菊村純子 役
- 愛妻記（1959年） - 甲斐純子 役
- 鉄腕投手 稲尾物語（1959年） - 杉浦節子 役
- 社員無頼 怒号篇（1959年） - 高沢美奈 役
- 社員無頼 反撃篇（1959年） - 高沢美奈 役
- 野獣死すべし（1959年） - 峯洋子 役
- 青春を賭けろ（1959年） - 田代富佐 役
- 夜を探がせ（1959年） - 脇坂美奈子 役
- サラリーガール読本 むだ口 かげ口 へらず口（1960年） - 花田英子 役
- 山のかなたに（1960年） - 井上美佐子 役
- 僕は独身社員（1960年） - 芳賀多鶴子 役
- 恐妻党総裁に栄光あれ（1960年） - 早川鮎子 役
- 夜の流れ（1960年） - 園田忍 役
- 大学の山賊たち（1960年） - 姐御 役
- 男対男（1960年） - 西条峰子 役
- 大空の野郎ども（1960年） - 田村杏子 役
- 背広三四郎シリーズ - 北川綾子 役
  - 花のセールスマン 背広三四郎（1960年）
  - 背広三四郎 男は度胸（1961年）
  - 背広三四郎 花の一本背負い（1961年）
- 第六の容疑者（1960年） - 高山芳子 役
- 金づくり太閤記（1960年） - 江間陽子 役
- 出世コースに進路を取れ（1961年） - 木村京子 役
- 慕情の人（1960年） - 三浦靡沙子 役
- 特急にっぽん（1961年） - 今出川有女子 役
- 愛と炎と（1961年） - 高峰啓子 役
- サラリーマン 弥次喜多道中（1961年） - 早苗 役
- 続サラリーマン 弥次喜多道中（1961年）-早苗
- 真紅の男（1961年） - 小笠伊久子 役
- 世界大戦争（1961年） - 江原早苗 役[2][3]
- 小早川家の秋（1961年） - 中西多佳子 役
- 二人の息子（1961年）- 葉子
- サラリーマン 権三と助十（1962年）- 有馬百合子
- 妖星ゴラス（1962年） - 園田智子 役[2][6]
- 高校生と女教師 非常の青春（1962年）- 山岸佐智子 役
- 重役候補生No.1（1962年） - 鬼島京子 役
- 早乙女家の娘たち（1962年） - 早乙女梅子 役
- 地方記者（1962年） - 中野文子 役
- 忠臣蔵 花の巻・雪の巻（1962年） - 間者・うめ 役
- サラリーマン 権三と助十 恋愛交叉点（1962年）- 有馬百合子 役
- 女に強くなる工夫の数々（1963年） - 小川礼子 役
- サラリーマン無鉄砲一家（1963年） - 堤千恵 役
- 写真記者物語 瞬間に命を賭けろ（1963年） - 秋山婦警 役
- 日本一の色男（1963年） - 春子 役
- 林檎の花咲く町（1963年） - 相馬恵子 役
- やぶにらみニッポン（1963年） - 弓桃子 役
- 乱れる（1964年） - 森田孝子 役
- 国際秘密警察シリーズ（1964年） - 明石梨江 役
- 陽のあたる椅子（1965年） - 平川澄子 役
- おれについてこい!（1965年） - 河西昌枝 役
- 女は幾万ありとても（1966年） - 長谷川逸子 役
- 奇巌城の冒険（1966年） - イザート王妃 役[2]
- 喜劇 競馬必勝法（1967年） - 河辺みちえ 役
- 春らんまん（1968年） - 冴子 役
- 兄貴の恋人（1968年） - 玲子 役
- 若者よ挑戦せよ（1968年） - 波川ふさ 役
- コント55号 人類の大弱点（1969年） - 畑よし子 役
- 喜劇 頑張れ！日本男児（1970年） - 荒木京子 役
- 嵐を呼ぶ男（1983年） - 国分明子 役
- ゴースト もういちど抱きしめたい（2010年）

### テレビドラマ

#### NHK総合
- 乱戦模様（1970年） - 上杉律子 役
- あめりか物語（1979年）
- 銀河テレビ小説
  - 憤激の恋（1982年）- 大曲房子 役
  - 毎日が日曜日（1977年）- 沖和代 役
  - 男が家を出るとき（1985年） - 南郷槙子 役
- 連続テレビ小説
  - はね駒（1986年） ‐ 田島ぎん 役
  - 純ちゃんの応援歌（1988年） - 興園寺つや 役
  - おひさま（2011年） - 宮澤節子 役
- 旅はおしゃれに（1987年） - 野本照子 役
- この指とまれ!!（1995年） - 大熊光子 役
- 女にも七人の敵（1996年）
- 大河ドラマ
  - 秀吉（1996年） - 七曲殿 役
- ドラマ新銀河
  - この指とまれ2（1997年） - 大熊光子 役
- 昨日の敵は今日の友（2000年） - 友田八重 役
- 愛と友情のブギウギ（2005年） - 紅谷墨子 役
- 第二楽章（2013年） - 遠藤久代 役

#### 日本テレビ系
- 青春とはなんだ（1965年 - 1966年） - 矢吹医師 役
- 東京バイパス指令（1967年） - 今野タキ（スナック「ポロ」のママ） 役
- ひまわりの詩（1975 ‐ 1976年） ‐ 伊丹俊子 役
- 今はバラ色が好き（1977年、よみうりテレビ）
- 愛の死線（1978年） - 清川寿子 役
- 結婚物語（1987年） - 原光子 役
- 火曜サスペンス劇場
  - 「フルムーン旅情ミステリー」（1989年 - 1993年） - 中井彩子 役
- 平成夫婦茶碗（2000年）
- 金田一少年の事件簿（2001年） - 君沢ユリエ 役
- ハケンの品格（2007年） - 天谷眉子 役
- 有閑倶楽部（2007年） - レイニア・エール 役
- にぃにのことを忘れないで（2009年） - 川井チヨ 役
- 家政婦のミタ（2011年） - 晴海明美 役

#### TBS系
- 戦国艶物語（1969年） - 濃姫 役
- 決めろ!フィニッシュ（1972年） - 白鳥みゆきの母 役
- 花のいのち（1973年）
- 華やかな荒野（1974年 - 1975年） ‐ 野見山和子 役
- もうひとつの春（1975年）
- いごこち満点（1976年） - 杉本良子 役
- 母上様・赤澤良雄（1976年6月20日） - 英子 役
- 家族八景（1979年） - 市川秀子 役
- 父母の誤算（1981年） - 高井由紀枝 役
- 親と子の誤算（1982年） - 馬淵靖子 役
- ああ定年（1982年）
- 野々村病院物語II（1982年） - 郷明子 役
- おゆう（1983年） - ふじ 役
- 離婚テキレイ期（1984年） - 鏡京子 役
- 一度は有る事（1984年） - 上村秋子 役
- 家族ゲーム（1983年） - 沼田紀子 役
- 親子ジグザグ（1987年） - 安西陽子 役
- 親子ウォーズ（1988年） - 岩田きぬ 役
- ママハハ・ブギ（1989年） - 嵐山玲子 役
- 永田町〜平成元年の変（1989年） - 野党委員長役
- パパはニュースキャスター（1989年） - 古賀愛 役
- 予備校ブギ（1990年） - 上条真理子 役
- パパとなっちゃん（1991年） - 森脇まどか 役
- 次男次女ひとりっ子物語（1991年） - 有賀あぐり 役
- 十年愛（1992年） - 谷愛子 役
- もしも願いが叶うなら（1994年） - 井上真知 役
- オトコの居場所（1994年） - 大坪千秋 役
- パパ・サヴァイバル（1995年） - 北原理恵の母 役
- 真昼の月（1996年） - 富樫由子 役
- 智子と知子（1997年） - 山田志摩 役
- 海まで5分（1998年） - 海野朝子 役
- 先生知らないの?（1998年） - 木下智子 役
- 魔女の条件（1999年） - 広瀬素子 役
- 恋がしたい恋がしたい恋がしたい（2001年） - 永島春江 役
- エ・アロール それがどうしたの（2003年） - 東山節子 役
- それは、突然、嵐のように…（2004年） - 中村はなえ 役
- クロサギ（2006年） - 辻本ひろみ 役
- 冗談じゃない!（2007年） - 高村静子 役
- あんどーなつ（2008年） - 一ツ橋あやめ 役
- 獣医ドリトル（2010年） - 益山絹江 役

#### フジテレビ系
- ある落日（1965年、東海テレビ）
- のれん繁昌記（1966 - 1967年） - 藤谷登喜子 役
- 船場（1967 - 1968年）
- 花嫁のれん（1971年）
- 女は男をどう変える（1986年） - 井原静代 役
- おヒマなら来てよネ!（1987年） - 佐竹小夏 役
- GTO（1998年） - 桜井あきら 役/桜井さくら 役
- ドーラク弁護士（1999年） - 正義笑美子 役
- ダイヤモンドガール（2003年） - モーリス・君子 役
- 春のドラマスペシャル 女達の罪と罰（2004年4月6日、フジテレビ） - 佐倉輝子 役
- 花いくさ〜京都祇園伝説の芸妓・岩崎峰子（2007年） - お春婆 役
- あんみつ姫（2008・2009年） - しぶ茶 役
- ブラック・プレジデント（2014年） - 三田村絹代 役[注釈 5]

#### テレビ朝日系
- 松本清張の黒革の手帖（1982年） - 岩村叡子 役
- 特捜最前線（1984年 - 1985年） - 冷泉綾子 役
- お前の諭吉が泣いている（2001年） - 大平はる 役
- おばあさんの反乱（2005年） - 流石静子 役
- 吉原炎上（2007年） - 赤倉スマ 役
- 新・京都迷宮案内（2008年） - 深町かず子 役
- 境遇（2011年、朝日放送） - 高倉弘子 役
- 恋味母娘（2012年） - 吉田富江　役
- ドクターX〜外科医・大門未知子〜（2013年） - 浅井久恵 役

#### WOWOW
- ママは昔パパだった（2009年） - 小谷佐和子 役

### 司会
- 今週のヒット速報（フジテレビ）

## 作品

### シングル
- おあいそして（1985年9月21日、東芝EMI、TP-17767）
作詞：秋元康、作曲：長渕剛、編曲：瀬尾一三